# Pursued
 Pursued és un western estatunidenc dirigit per Raoul Walsh el 1947.

## Argument
Nou Mèxic, a començaments del segle xx, Medora Callum recull Jeb Rand nen, el pare del qual acaba de ser assassinat, i el cria amb els seus dos propis fills, Thorley i Adam. Medora, un cop adults, vol partir els seus béns en tres parts iguals, la qual cosa provoca amb Adam un conflicte, ja que sempre ha considerat Jeb com un intrús, exacerbat pel naixement de relacions amoroses entre Thorley i Jeb...

## Repartiment
- Teresa Wright: Thorley Callum
- Robert Mitchum: Jeb Rand
- Judith Anderson: Medora Callum
- Dean Jagger: Grant Callum
- Alan Hale: Jake Dingle
- John Rodney: Adam Callum
- Harry Carey Jr.: Mc Comber

## Crítica
En ocasió d'una difusió de la pel·lícula el 1987 a France 3, el creador i animador d'aquesta emissió, Patrick Brion, escrivia a Telerama, amb el pseudònim d'André Moreau:
"Pursued és un western excepcional, en el qual els temes propis del gènere s'uneixen a les obsessions psicoanalítiques. El que no hauria pogut ser més que una clàssica història de venjança es transforma aviat en un drama freudià, en el qual els personatges eludeixen les convencions de l'època. Un és colpit per la riquesa de les relacions entre aquests herois marcats pel destí i és obsessionat pel seu passat. La passió de Jeb i de Thorley pren, llavors, una sorprenent dimensió i el fet que Niven Busch hagi escrit el guió per a Teresa Wright, que era la seva pròpia dona, dona un to estranyament personal a la història. Igualment còmode amb el western èpic aquí, Raoul Walsh signa amb Pursued una obra greu, dolorosa i apassionant."